# Liste der Kulturdenkmäler in Albessen
In der Liste der Kulturdenkmäler in Albessen sind alle Kulturdenkmäler der rheinland-pfälzischen Ortsgemeinde Albessen aufgeführt. Grundlage ist die Denkmalliste des Landes Rheinland-Pfalz (Stand: 6. September 2022).

## Einzeldenkmäler
| Bezeichnung | Lage                          | Baujahr | Beschreibung                                                                                                | Bild |
| ----------- | ----------------------------- | ------- | --- | ---- |
| Wohnhaus    | Burgweg 6 Lage                | 1909    | eingeschossiger sandsteingegliederter Putzbau über hohem Keller, 1909, Architekt Adam Schneider, Konken     | BW   |
| Hofanlage   | In der Alb 5, Burgweg 14 Lage | 1906/07 | Dreiseithof; stattlicher Krüppelwalmdachbau, zwei Stallscheunen, 1906/07, Architekt Christoph Berndt, Kusel | BW   |